# Grb Argentine
Grb Argentine je službeno usvojen 1944., iako je upotrebljavan još 1813. godine.
Na vrhu grba je izlazeće zlatno-žuto sunce, koje se nalazi i na zastavi Argentine. Ono simbolizira uzdizanje Argentine, kako je opisano u prvoj verziji argentinske himne. U sredini elipse su prikazane dvije ruke koje se rukuju, koje simboliziraju jedinstvo različitih argentinskih provincija, te prijateljstvo, mir i bratstvo. Ruke zajednički drže koplje, koje simbolizira želju za obranom slobode, koje je simbolizirana frigijskom kapom na vrhu koplja. 
Plava i bijela boja, koje se nalaze i na zastavi Argentine su simbol argentinskog naroda. Plava polovica predstavlja nebo, a bijela Rio de la Platu. Ruke i frigijska kapa zajedno simboliziraju državno geslo "En unión y libertad" ("U jedinstvu i slobodi")